# Cleome densifolia
Cleome densifolia là một loài thực vật có hoa trong họ Màng màng. Loài này được C.H.Wright mô tả khoa học đầu tiên năm 1907.